# The Open Championship 1880
The Open Championship 1880 var en golfturnering afholdt på Musselburgh Links i Musselburgh, Skotland den 9. april 1880 og arrangeret i fællesskab af Prestwick Golf Club, Royal and Ancient Golf Club of St Andrews og Honourable Company of Edinburgh Golfers. Turneringen var den 20. udgave af The Open Championship, og det var tredje gang at Musselburgh Links lagde græs til mesterskabet. 30 spillere deltog i turneringen, og for første gang siden det første mesterskab i 1860 var der ingen amatører med. Turneringen blev afviklet som en slagspilsturnering over 36 huller i godt vejr, hvilket tiltrak mange tilskuere.
Mesterskabet blev vundet af Bob Ferguson, som dermed vandt titlen for første gang, med fem slags forspring til Peter Paxton. Ferguson vandt ligeledes de to efterfølgende udgaver af The Open Championship.

## Resultater
| Plac. | Spillere           | Score (slag) | Score (slag) | Score (slag) | Score (slag) |
| Plac. | Spillere           | 1.runde      | 2.runde      | Total        |              |
| ----- | ------------------ | ------------ | ------------ | ------------ | ------------ |
| 1.    | Bob Ferguson       | 81           | 81           | 162          |              |
| 2.    | Peter Paxton       | 84           | 83           | 167          |              |
| 3.    | Ned Cosgrove       | 82           | 86           | 168          |              |
| 4.    | David Brown        | 86           | 83           | 169          |              |
| 4.    | George Paxton      | 85           | 84           | 169          |              |
| 4.    | Bob Pringle        | 90           | 79           | 169          |              |
| 7.    | Andrew Kirkaldy    | 85           | 85           | 170          |              |
| 8.    | Willie Brown       | 87           | 84           | 171          |              |
| 8.    | David Grant        | 87           | 84           | 171          |              |
| 10.   | Tom Morris, Sr.    | 87           | 88           | 175          |              |
| 11.   | Tom Arundel        | 86           | 93           | 179          |              |
| 11.   | Thomas Brown       | 90           | 89           | 179          |              |
| 11.   | Willie Campbell    | 88           | 91           | 179          |              |
| 11.   | J. Foreman         | 92           | 87           | 179          |              |
| 15.   | Willie Park, Sr.   | 89           | 92           | 181          |              |
| 16.   | Willie Park, Jr.   | 92           | 90           | 182          |              |
| 17.   | David Corstorphine | 93           | 90           | 183          |              |
| 17.   | George Strath      | 87           | 96           | 183          |              |
| 19.   | Ben Sayers         | 91           | 93           | 184          |              |
| 20.   | Mungo Park         | 95           | 92           | 187          |              |
| 21.   | A. Brown           | 97           | 92           | 189          |              |
| 22.   | Robert Drummond    | 96           | 94           | 190          |              |
| 22.   | William Thomson    | 96           | 94           | 190          |              |
| 24.   | J. Beveridge       | 94           | 97           | 191          |              |
| ?     | R. Cosgrove        |              |              |              |              |
| ?     | Chalie Gibson      |              |              |              |              |
| ?     | Tom Hood           |              |              |              |              |
| ?     | J. McKenzie        |              |              |              |              |
| ?     | A. Murray          |              |              |              |              |
| ?     | Frank Park         |              |              |              |              |